# フェルディナンド1世・デ・メディチ
フェルディナンド1世・デ・メディチ（Ferdinando I de' Medici, 1549年7月30日 - 1609年2月3日）は、メディチ家の第3代トスカーナ大公（在位：1587年 - 1609年）。初代トスカーナ大公コジモ1世とエレオノーラ・ディ・トレドの五男で、第2代大公フランチェスコ1世の弟。

## 生涯
15歳でカトリック教会の枢機卿となったが、1587年10月に兄フランチェスコ1世夫妻が急死し、フェルディナンドがメディチ家の当主となった。兄夫妻が死去した際、たまたまフェルディナンドが同じメディチ家の別荘に滞在していたため、マラリアにより病死したという説のほか、フェルディナンドが兄夫妻を毒殺したという噂がありイタリア史の謎とされていた。一時砒素中毒説が有力になったが、少なくともフランチェスコに関してはマラリアが死因とする報告が2010年に発表された（フランチェスコ1世・デ・メディチも参照）。
フェルディナンドは翌年に枢機卿の地位を返上し、正式にトスカーナ大公となった。1589年にはフランス王アンリ2世の孫娘クリスティーヌ・ド・ロレーヌを妃に迎えた。
政治を省みず錬金術に没頭していた兄フランチェスコと違って、フェルディナンドは枢機卿時代の経験と人脈を生かして積極的な内政・外交を展開した。スペインからの外交的自立性を高め、農地の開墾を進め、産業振興に努めたほか、港町リヴォルノを自由貿易港として関税を免除し、貿易を活発にした。こうして、兄の時代に低迷していたトスカーナ大公国の経済は活性化し、国庫収入も増加、首都フィレンツェの人口も最盛期に迫る7万人台を回復した。また、メディチ家の伝統ともいえる文芸・芸術の保護・振興にも努め、積極的な建設事業を行った。1600年には、姪マリア・デ・メディチ（マリー・ド・メディシス）をフランス王アンリ4世に嫁がせるなどフランスへの結びつきを深め、1605年には、元枢機卿の立場からメディチ一族であるレオ11世をローマ教皇に選出させるなど影響力を誇った。
1608年には、南米ブラジルへ遠征隊を向かわせ、アメリカ大陸で唯一のイタリア植民地創設を試みたが、フェルナンド1世の死後に放棄された（植民地として想定された地域は、現在のフランス領ギアナ（カイエンヌ市近く）であり、1630年にフランスによって植民地化された）。
賢明な統治で市民の人気も高かったフェルディナンド1世は1609年、60歳で病没した。彼の治世はメディチ家、トスカーナ大公国が繁栄を見せた最後の時代であり、以後トスカーナ大公国は徐々に衰退し、西欧の一小国となってしまうことになる。

## 子女
- コジモ2世・デ・メディチ（1590年 - 1621年） - トスカーナ大公
- エレオノーラ（1591年 - 1617年）
- カテリーナ（1593年 - 1629年） - マントヴァ公フェルディナンド・ゴンザーガ妃
- フランチェスコ（1594年 - 1614年）
- カルロ（1595年 - 1666年） - 枢機卿
- フィリッピーノ（1598年 - 1602年）
- ロレンツォ（1599年 - 1648年）
- マリーア・マッダレーナ（1600年 - 1633年）
- クラウディア（1604年 - 1648年） - オーストリア大公レオポルト5世妃